# Pyrethrum kelleri
Pyrethrum kelleri là một loài thực vật có hoa trong họ Cúc. Loài này được (Krylov & Plotn.) Krasch. miêu tả khoa học đầu tiên năm 1949.